# 2023年埃塞奎博圭亚那危机
2023年11-12月间，圭亚那和委内瑞拉之间因埃塞奎博地区持续存在的领土争端經歷了外交危机。委内瑞拉声称对埃塞奎博河以西的领土拥有主权， 而圭亚那则认为委内瑞拉在巴黎裁决后放弃了该领土。 正就有關争端进行审視和裁决的国际法院表示，委内瑞拉官员的声明表明委内瑞拉正试图从圭亚那手中夺取有争议领土的控制权。 12月14日，两国首脑发表联合声明，宣布将和平解决这一争端。

## 事件时间線

### 委内瑞拉宣布公投

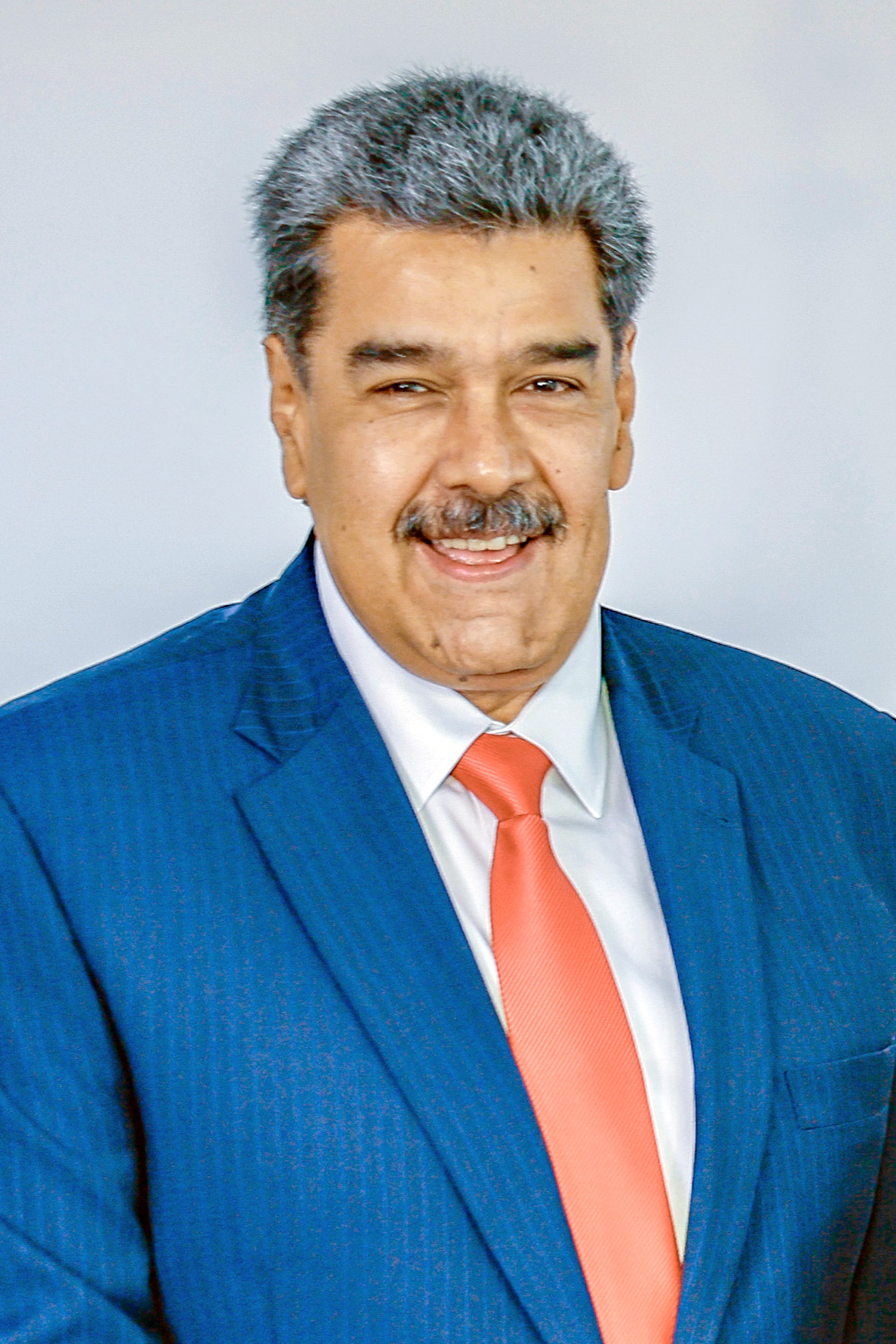
委内瑞拉总统尼古拉斯·马杜罗， 2023年委内瑞拉公投的主要支持者

尼古拉斯·马杜罗政府推动委内瑞拉于2023年12月3日举行协商公投，其中将向公民提出五个问题，其中包括他们是否同意“依法以一切方式反对圭亚那单方面主张”非法并违反国际法处置待划界海域”，以及他们是否赞成给予圭亚那埃塞奎博的125,000名居民委内瑞拉国籍。政府批评“埃克森美孚的滥用行为”和美国南方司令部，开展媒体宣传活动，呼吁委内瑞拉之爱国主义。

### 据报军事集结
2023年10月，有报道称委内瑞拉军方正在与圭亚那埃塞奎博边境附近修建一条跑道，以“开发”该地区。圭亚那总统伊尔法安·阿里回应称，该国不会放弃该地区“一寸”土地。
在两国关系日益紧张的背景下，圭亚那主要反对党变革联盟于11月4日呼吁禁止拥有圭亚那公民身份的委内瑞拉人参加选举投票，并且不向更多邻国公民授予公民身份。
委内瑞拉和圭亚那代表在 2023 年 11 月中旬在国际法院举行的听证会上要求法院承认他们对埃塞奎博的主权。圭亚那还要求废除公投，声称委内瑞拉打算吞并该领土，但委内瑞拉政府拒绝了这一要求。圭亚那總理马克·菲利普斯（英語：Mark Phillips）将此案提交给美洲国家组织，他指责委内瑞拉在埃塞奎博边境附近进行军事集结，并警告这对圭亚那主权造成的后果。美洲国家组织秘书长路易斯·阿尔马格罗、加勒比共同体和美国政府表达对圭亚那的支持。
2023年11月底，圭亚那总统伊尔凡·阿里会见守卫两国边境的士兵。在政府发布的一段影片中，阿里在委内瑞拉玻利瓦尔州附近的圭亚那埃塞奎博帕卡兰帕山举行的一次活动中升起了圭亚那国旗，并宣誓效忠国家。委内瑞拉国防部长弗拉基米尔·帕德诺·洛佩兹宣布，委内瑞拉武装部队将“永远警惕”“任何威胁”“领土完整”的行动，要求民众在公投中投票，并补充指“目前”的冲突不是战争。苏利亚州州长曼努埃尔·罗萨莱斯保证“圭亚那埃塞奎博百分百是委内瑞拉领土”，认为圭亚那的行为违反1966年日内瓦协议，并批评联合国和美洲国家组织没有就此事发声。
11月23日，圭亚那国防军和巴西武装部队高级军官举行军事交流。巴西在边界争议中被認為一直是圭亚那的坚定支持者。
巴西目前正试图在两国之间进行调解，以避免武装冲突。美国国防部的两支小组定于11月下旬访问圭亚那。圭亚那提议在该国建立外国军事基地。巴西军队向两国边境动员，预计委内瑞拉可能会占领该国。
11月30日，巴西国防部长若泽·穆西奥宣布，巴西陆军将向帕卡賴馬派遣60名士兵，以加强与委内瑞拉边境口岸的安全，以阻止委内瑞拉人从巴西领土进入圭亚那。
12月1日，国际法院命令委内瑞拉不要在与圭亚那的边界争端中采取行动。首席法官琼·多诺霍稱：“法院认为，争议领土目前的情况是圭亚那对该地区进行管理和控制。”她补充说：“委内瑞拉必须避免采取任何可能改变这种情况的行动。”

### 委拉瑞拉公投
2023年12月3日，委内瑞拉人於公投中投票支持政府在这场争端中的立场，国家选举委员会初步报告称，95%的选民支持每个问题。（此为官方数据。据了解委内瑞拉民众普遍不承认此次公投的结果且对此次公投持不同意见，政府应该着力解决国内经济与民生问题）圭亚那副总统巴拉特·贾格迪奥在接受采访时表示，他正在做最坏的打算，政府正在与合作伙伴加强“防务合作”。

### 巴西边境军事化
12月5日，巴西陆军调动20辆Iveco LMV车辆加入驻扎在博阿维斯塔的新组建的第18机械化骑兵团，预计将于1月初抵达。该团原计划于2026年组建，于11月29日在原有的第12机械化骑兵中队的基础上组建而成。 新组建的第18骑兵团将新增600名士兵，组建了一支由28辆装甲车组成的装甲特遣部队：6辆VBTP-MR裝甲車 、6辆EE-9裝甲車和16辆Iveco LMV。
12月8日，巴西总统卢拉警告马杜罗不要针对埃塞奎博采取“单方面措施”。

### 委內瑞拉開采資源
12月4日，委内瑞拉国家玻利瓦尔武装部队军官多明戈·埃尔南德斯·拉雷斯在委内瑞拉军方的社交媒体上发布了多條貼文，表示致力于修复或修建与埃塞奎博地区接壤的新道路、桥梁、简易机场和其他基础设施，他将其描述为“我们的圭亚那航线”。12月5日，委内瑞拉总统尼古拉斯·马杜罗宣布，他将很快授權在圭亚那埃塞奎巴境内开采天然气、石油和矿藏等资源。他还表示委内瑞拉石油公司将在当地建立子公司。同一天，巴西总统卢拉表示他将于明年对圭亚那进行外交访问。
圭亚那总统告诉巴西媒体，卢拉总统向他保证巴西将支持圭亚那，并感谢他的巴西“成熟”立场，同时形容委内瑞拉“鲁莽”和“不可描述”。他声称他们正在与美国南方司令部合作，并预计将在未来24小时内发表“强硬声明”。

### 圭亚那直升机墜毀
12月6日，一架圭亚那国防军贝尔412直升机在从乔治敦阿扬纳营飞往位于埃塞奎博委内瑞拉边境的亚劳的途中失踪。机上载有3名乘客，由中校迈克尔·查尔斯（Michael Charles）驾驶。

### 開展討論
聖文森特和格林納丁斯總理拉爾夫·貢薩維斯於12月9日致函圭亞那總統阿里和委內瑞拉總統馬杜羅，稱他將與巴西總統盧拉和聯合國秘書長古特雷斯一起主持會談，討論將由加勒比共同體和拉丁美洲和加勒比國家共同體調解。圭委兩國同意會談，並擬定12月14日為會談日期。在與盧拉通電話後，馬杜羅表示，他正在尋求「和平與諒解」。12月14日，兩國發表聯合宣告表示，他們“在任何情況下都不會相互威脅或使用武力”，並且“無論是口頭還是行為，都不會升級任何衝突或分歧。”

## 反應
- 美国：
  - 国务卿安东尼·布林肯在12月6日的电话中向圭亚那总统保证，圭亚那將會得到美国的“无条件支持”。[42]
  - 五角大楼新闻秘书约翰·柯比于12月7日表示，美国将“坚决支持圭亚那主权”。[43]